# الطب في عصر النهضة

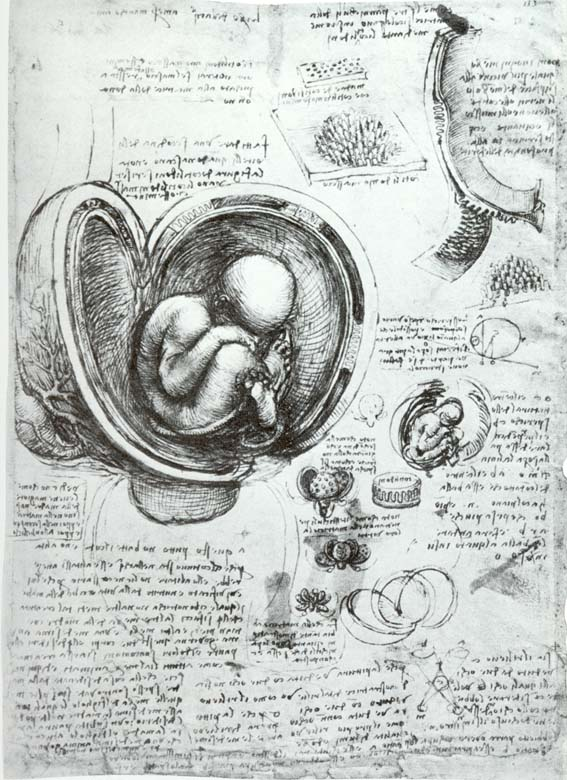
رسم للجنين في الرحم والتي تعتبر واحدةً من الرسوم التفصيلية لليوناردو دا فينشي

الطب في عصر النهضة أو النهضة الطبية هي الفترة بين الأعوام 1400 و1700 والتي شهدت فيها أوروبا تقدمًا في المعرفة الطبية وتجدد فيها الاهتمام بالعلوم الإغريقية والرومانية.
كانت النهضة الطبية، منذ حوالي 1400 حتى 1700 للميلاد، فترة تقدم في المعرفة الطبية الأوروبية. تخللها اهتمام متجدد بأفكار الحضارات اليونانية والرومانية القديمة والطب العربي والفارسي، بعد ترجمة العديد من الأعمال إلى اللاتينية. يُعزى تمهيد الطريق للطب الحديث إلى الاكتشافات الطبية التي حدثت خلال عصر النهضة.

Realdo Colombo, De re anatomica

## خلفية
حدثت النهضة في العلوم الطبية بناءً على عدة عوامل منها طباعة الكتب التي انتشرت في القرن 15 والتي سمحت بنشر الأفكار الطبية والرسوم البيانية التشريحية. والحصول على المصادر الطبية القديمة بنسخها الأصلية بالإضافة إلى تقلص سيطرة الكنيسة على التقنيات الطبية وعلى الجامعات حيث أصبح التشريح ممكن في كثير من الأحيان. وفي القرن 17 أحدث اختراع المجهر نقلة نوعية مهمة في تاريخ الطب.

## الأفراد

### ليوناردو دا فينشي (1452-1519)
قدم ليوناردو دا فنشي العديد من المساهمات في مجالات العلوم والتكنولوجيا. تركزت أبحاثه حول كيفية معالجة الدماغ البشري للمعلومات البصرية والحسية وكيف يرتبط ذلك بالروح. على الرغم من شهرة أعماله الفنية على نطاق واسع، لكن لم يُعلَن عن بعض أبحاثه الأصلية حتى القرن العشرين. تضمنت بعض أبحاث دافنشي دراسة الإدراك البصري. كان يعتقد أن الإشارات البصرية تدخل الجسم عن طريق العين، وتستمر على شكل نبضات عصبية عبر العصب البصري، وفي النهاية تصل إلى الروح. اشترك دافنشي في الفكرة القديمة القائلة بأن الروح موجودة في الدماغ.
أجرى بحثًا عن وظيفة الحبل الشوكي عند البشر من خلال دراسة الضفادع. وأشار إلى أنه بمجرد تخريب لب (نخاع) العمود الفقري، سيموت الضفدع. دفعه ذلك إلى الاعتقاد بأن العمود الفقري هو أساس حاسة اللمس وسبب الحركة وأصل الأعصاب. توصل أيضًا بعد دراساته حول النخاع الشوكي إلى استنتاج مفاده أن جميع الأعصاب الطرفية تبدأ من الحبل الشوكي. أجرى دافنشي أيضًا بعض الأبحاث حول حاسة الشم. يُنسب إليه الفضل في كونه أول من حدد العصب الشمي كأحد الأعصاب القحفية.
رسم ليوناردو دافنشي مخططاته التشريحية بناءً على مراقبة وتشريح 30 جثة. كانت رسوماته مفصلة جدًا، وتضمنت أعضاء وعضلات الأطراف العلوية واليد والجمجمة. اشتهر ليوناردو برسوماته ثلاثية الأبعاد. لم يعثر أحد على رسوماته التشريحية إلا بعد 380 عامًا من وفاته.

### أمبرواز باريه (1510-1590)
كان باري جراحًا فرنسيًا وعالم تشريح ومخترعًا للأدوات الجراحية. عمل جراحًا عسكريًا أثناء الحملات الفرنسية في إيطاليا بين 1533-1536. بعد نفاد الزيت المغلي (الذي كان الطريقة المقبولة لعلاج جروح الأسلحة النارية)، استخدم باري إلى علاجًا رومانيًا قديمًا هو زيت التربنتين وصفار البيض وزيت الورد. طبّقه على الجروح ووجد أنه يخفف الألم ويغلق الجرح بشكل فعال. كان باري أيضًا أول من استخدم أربطة الشرايين، عبر استخدام خيوط الحرير لربط شرايين الأطراف المبتورة في محاولة لوقف النزيف. نظرًا لأن المطهرات لم تكن قد اختُرعت بعد، أدت هذه الطريقة إلى زيادة معدل الوفيات، ولم يستمر المهنيون الطبيون باستخدامها في ذلك الوقت. بالإضافة إلى ذلك، أنشأ باري مدرسة للقابلات في باريس وصمم أطرافًا صناعية.[بحاجة لمصدر]

### أندرياس فيزاليوس (1514-1564)
كان فيزاليوس عالم تشريح فلمنكي المولد، ساعد تشريحه لجسم الإنسان في تصحيح المفاهيم الخاطئة التي ظهرت في العصور القديمة، خاصة مفاهيم جالينوس، الذي (لأسباب دينية) كان قادرًا فقط على دراسة الحيوانات مثل الكلاب والقرود. كتب العديد من الكتب في علم التشريح التي اعتمدت بشكل أساسي على ملاحظاته. أشهر أعماله هو كتاب بنية جسم الإنسان الذي نُشر عام 1543، والذي احتوى على رسومات تفصيلية لجسم الإنسان. احتوى هذا الكتاب على العديد من الرسومات التشريحية المختلفة التي رسمها عند فحص الجثث وتشريحها. كانت هذه الرسومات عبارة عن مزيج من الفن الإيطالي والقوطي.
حدد فيزاليوس الأخطاء التشريحية في نتائج جالينوس وتحدى العالم الأكاديمي. غيّر طريقة النظر إلى علم التشريح البشري والبحث فيه، ويعتبر إرثًا هامًا في عالم الطب. نشر نيكولاس كوبرنيكوس كتابه عن حركة الكواكب في عام 1543، قبل شهر واحد من نشر فيزاليوس عمله في علم التشريح. قلبت أعمال كوبرنيكوس الاعتقادات التي كانت سائدة في العصور الوسطى بأن الأرض تقع في مركز الكون، وقلبت أعمال فيزاليوس الأفكار القديمة حول بنية جسم الإنسان. في عام 1543، عزز هذان الكتابان فهم مكان الجنس البشري داخل التركيب الكوني والبنية المصغرة لجسم الإنسان.